# Kalina, Warmińsko-Mazurskie
Kalina [kaˈlina] (tiếng Đức: Kayling)  là một khu định cư ở quận hành chính của Gmina Braniewo, trong huyện Braniewski, Warmińsko-Mazurskie, ở miền bắc Ba Lan, gần biên giới với Kaliningrad của Nga. Nó nằm khoảng 5 kilômét (3 mi) về phía đông bắc của Braniewo và 81 km (50 mi) phía tây bắc của thủ đô khu vực Olsztyn.